# Ulrich Kumme

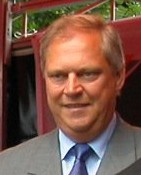
Ulrich Kumme (2005)

Ulrich Kumme (* 26. Januar 1951 in Verden) ist ein deutscher Politiker und Vorsitzender Richter am Landgericht Hildesheim. Er war von Ende 2002 bis Anfang 2006 ehrenamtlicher Oberbürgermeister der Stadt Hildesheim.
Der promovierte Jurist ist verheiratet und hat zwei Kinder.

## Politische Laufbahn
Ulrich Kumme ist seit 2001 Mitglied des Rates der Stadt Hildesheim.
Dieser wählte ihn 2002 zum ehrenamtlichen Oberbürgermeister. Kumme wurde damit Nachfolger von Kurt Machens, der kurz zuvor aufgrund von Korruptionsvorwürfen in der so genannten „Pecunia non olet“-Affäre vom Rat abberufen worden war. Am 1. Februar 2006 wurde Machens wiederum sein Nachfolger: Kumme war ihm im Herbst 2005 bei den ersten Direktwahlen zum hauptamtlichen Oberbürgermeister Hildesheims (vgl. Eingleisigkeit) in einer Stichwahl unterlegen.
Am 6. Februar 2006 wurde Kumme einstimmig zum Hildesheimer Ratsvorsitzenden gewählt. Er ist außerdem Ortsbürgermeister des Hildesheimer Stadtteils Ochtersum. Nach der Kommunalwahl 2006, bei der er das beste Einzelergebnis aller Kandidaten in Niedersachsen erreichte, wurde er im neugebildeten Rat zum Fraktionsvorsitzenden der CDU gewählt. Bei der Kommunalwahl 2021 kandidiert Kumme auf einem aussichtslosen Listenplatz für den Stadt- sowie Ortsrat. 
| Vorgänger    | Amt                                        | Nachfolger   |
| ------------ | ------------------------------------------ | ------------ |
| Kurt Machens | Oberbürgermeister von Hildesheim 2002–2006 | Kurt Machens |

| Personendaten    | Personendaten                                             |
| ---------------- | --------------------------------------------------------- |
| NAME             | Kumme, Ulrich                                             |
| KURZBESCHREIBUNG | deutscher Politiker und Richter am Landgericht Hildesheim |
| GEBURTSDATUM     | 26. Januar 1951                                           |
| GEBURTSORT       | Verden                                                    |